# Sinus Aestuum
Sinus Aestuum és una badia lunar, més precisament, una formació basàltica d'estructura similar a una mare que es troba a l'àrea central de la cara visible de la Lluna. El seu nom significa en llatí «badia bullent». Va ser anomenada així per l'astrònom Giovanni Riccioli (1598-1671), denominació que va ser acceptada oficialment per la Unió Astronòmica Internacional en 1935.

## Característiques de la formació
La superfície basàltica té una forma que s'aproxima a un cercle de 316.5 quilòmetres de diàmetre. El centre de Sinus Aestuum està en les coordenades selenogràfiques 12° Nord i 8° Oest. Cap al sud-oest continua en una depressió del terreny de forma arrodonida fins a l'equador lunar. Aquesta extensió basàltica, d'aspecte similar però una mica més gran, es considera també part integrant d'aquesta mateixa formació en algunes cartes lunars. L'enorme cràter Eratosthenes conforma el límit nord-oest del Sinus Aestuum, mentre que els Montes Apenninus marquen el seu límit pel nord. Cap a l'est es troben la Mare Vaporum i el Sinus Medii, i en el sud s'eleva la muntanya que envolta el Fra Mauro. A l'est hi ha un relleu onat que marca la transició cap la Mare Insularum. En la vora occidental (al costat de Eratosthenes) la lava va inundar l'antiga muralla del cràter Stadius transformant-ho en un palimpsest. Una mica més al sud, el sòl mostra una coloració notòriament més fosca. En els voltants del cràter Gambart hi ha un dom de lava. Molt prop d'allí es va produir l'impacte de la sonda lunar Surveyor 2 que en 1966 no va aconseguir allunar correctament i va resultar completament destruïda.